# Harold Swift
Harold Swift (fl. XX secolo) è stato un calciatore inglese.

## Carriera
In Italia giocò solo la stagione 1910-1911 prima tra le file del Genoa e dal dicembre 1910 al Torino, totalizzando tre presenze e due reti.
Il suo nome è legato soprattutto alla squalifica per professionismo che lo colpì e che causò sconfitte a tavolino per entrambi i club.
I due match per i rossoblù furono Genoa-Milan 0-3, che venne omologato in quanto il Grifone aveva comunque perso, e Unione Sportiva Milanese-Genoa 1-3 (poi 1-0 a tavolino). Gli incontri sotto accusa per i granata furono Torino-Inter 3-1 (poi convertito in 0-1) e l'incontro per la Palla d’Oro Moët et Chandon del Natale del 1910, vinta dal Torino contro la Juventus per 1-0, ma ribaltata nel risultato.